# Unter den Linden
Unter den Linden (pol. aleja Pod Lipami) – aleja w Berlinie, w okręgu administracyjnym Mitte, w dzielnicy Mitte. Jest uważana za jedną z najpiękniejszych ulic Berlina, ponadto stanowi jego ważną atrakcję turystyczną.

## Opis i dojazd
Aleja Unter den Linden ma 1,5 km długości i 60 m szerokości. Rozciąga się od placu Pariser Platz z Bramą Brandenburską na zachodzie, do łączącego ją z Lustgarten mostu Schloßbrücke na wschodzie. Przedłużeniem alei od zachodniej strony jest Straße des 17. Juni, ulica, która w czasie zimnej wojny została odcięta od Unter den Linden przez Mur Berliński. Nazwa Unter den Linden, czyli w dosłownym polskim tłumaczeniu „Pod Lipami”, nawiązuje do porastających aleję drzew lipowych. Pierwsze drzewa posadzono tu w połowie XVII wieku. Z czasem drzewa usunięto ze wschodniej części alei z powodu włączenia tego obszaru w obręb fortyfikacji miejskich Berlina. Stan ten utrzymał się do dziś i lipy spotkać można tylko w zachodniej części ulicy. Niemal cały przedwojenny drzewostan został zniszczony podczas operacji berlińskiej. Dzisiejsze drzewa zostały zasadzone w 1947 roku.
Na Unter den Linden można się dostać, wysiadając na obsługiwanym przez linie S1, S2, S25 i S26 kolei S-Bahn przystanku Berlin Brandenburger Tor lub na położonych na linii U5 stacjach metra: Unter den Linden i Brandenburger Tor.. Ponadto dojazd na aleję zapewniają linie autobusowe 100, 147, 200, TXL (zatrzymują się na przystanku położonym w pobliżu zarówno stacji kolei S-Bahn, jak i metra) oraz N2 (przystanek Berlin. Behrenstraße/Wilhelmstraße).

## Historia

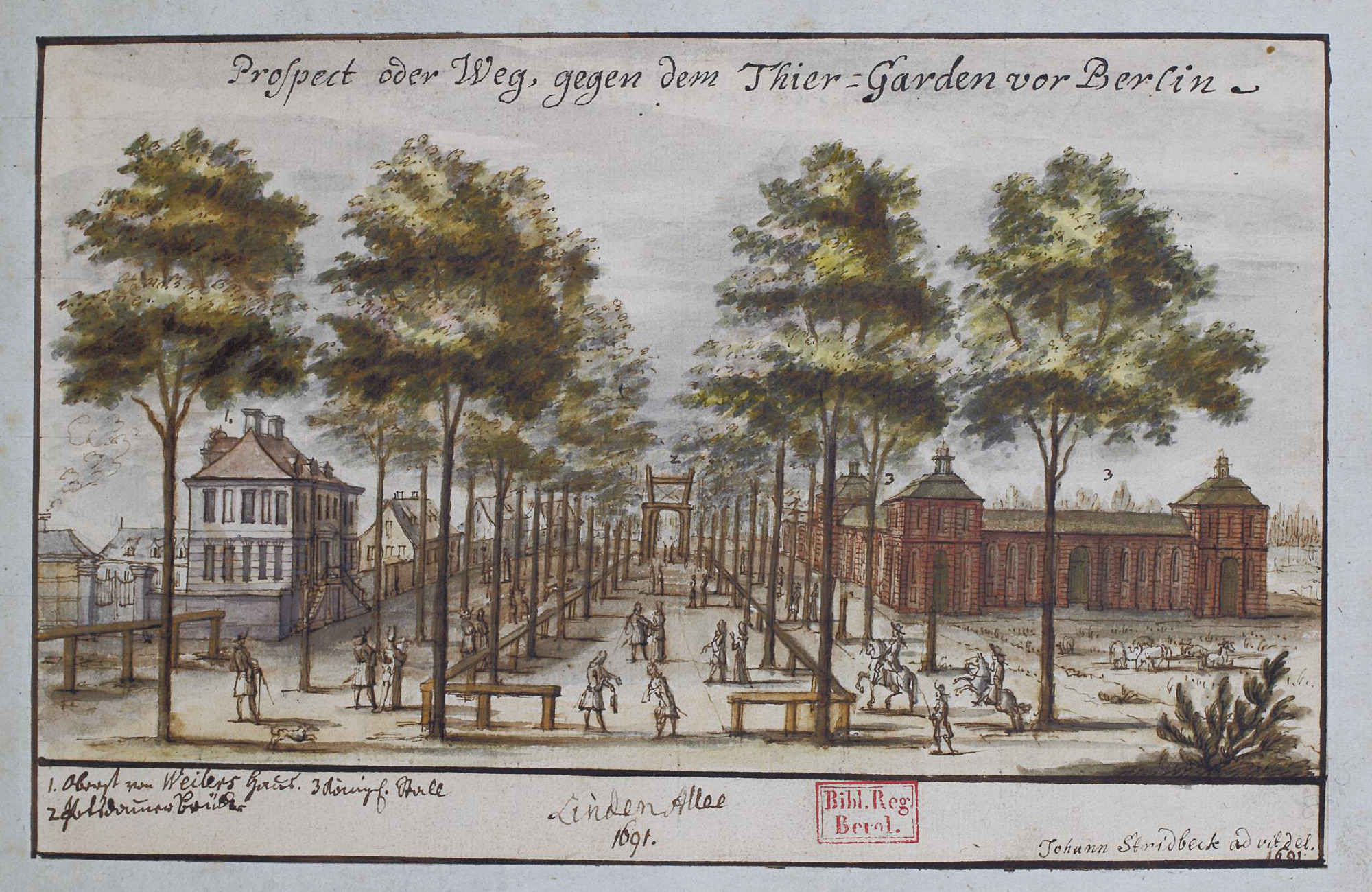
Unter den Linden w 1691 roku

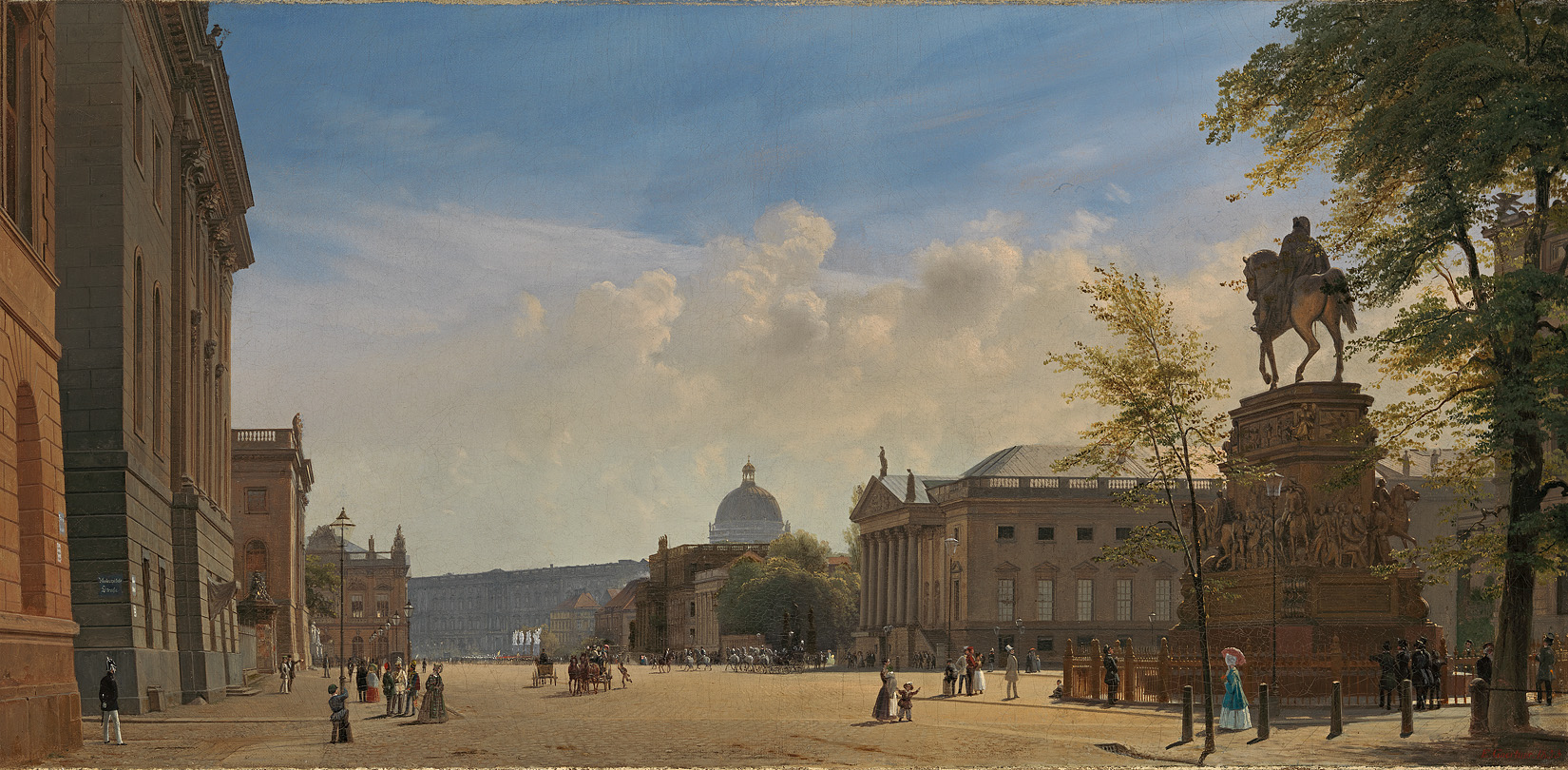
Unter den Linden na obrazie Eduarda Gaertnera z 1853 roku

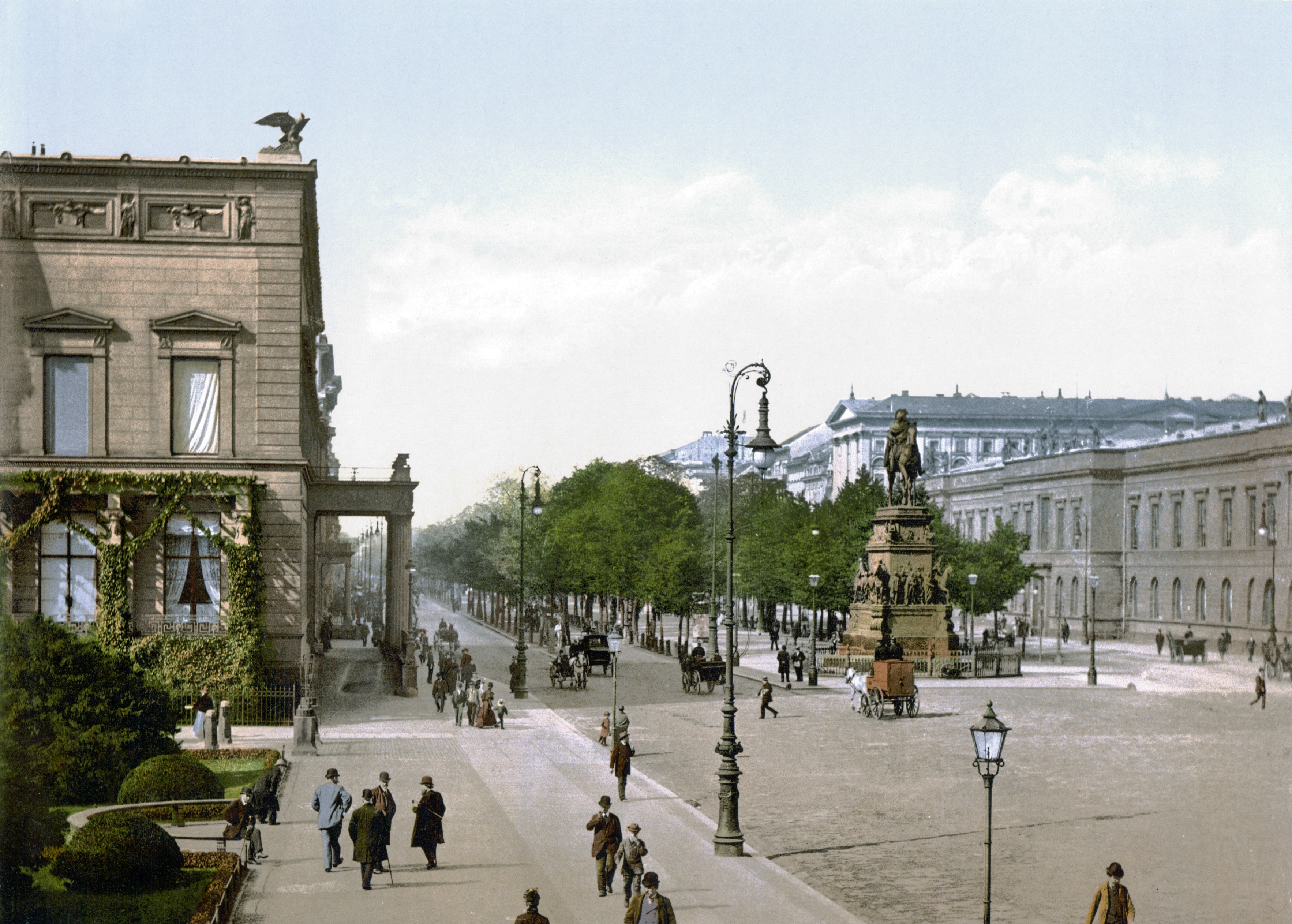
Unter den Linden około 1900 roku

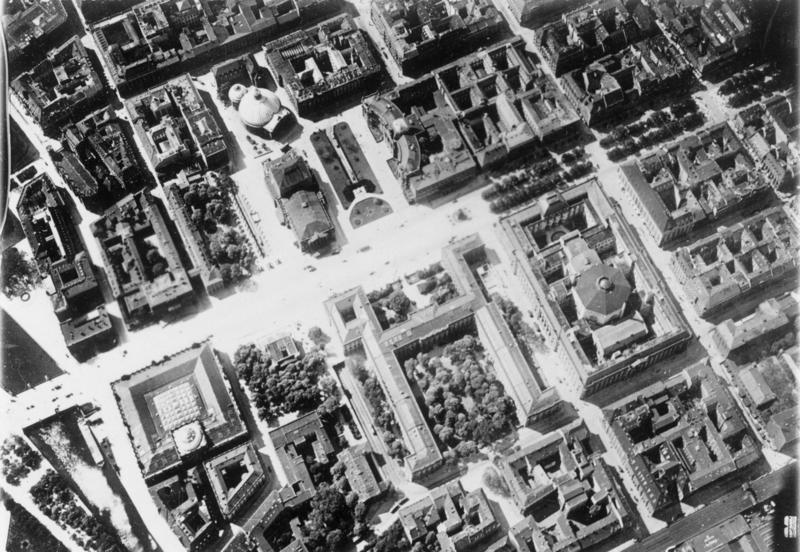
Unter den Linden z lotu ptaka w 1935 roku

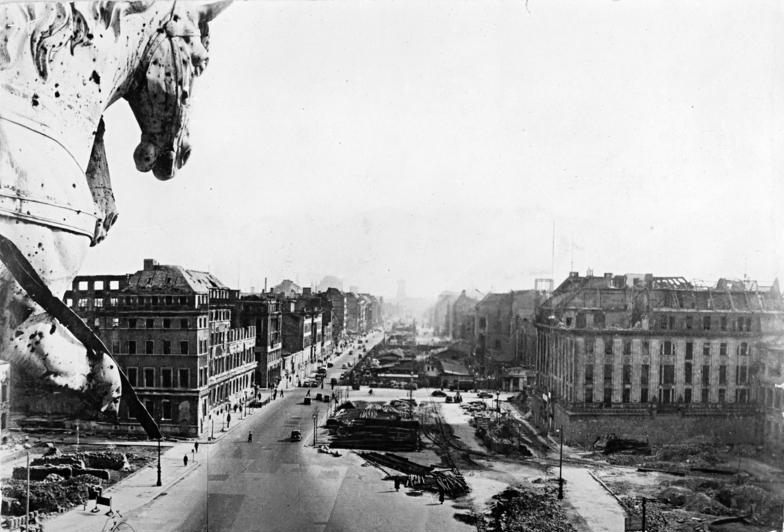
Unter den Linden w 1950 roku

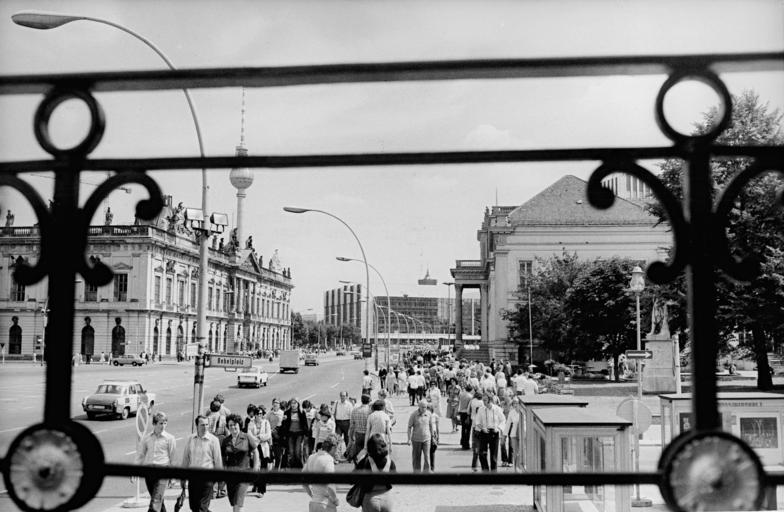
Unter den Linden w 1979 roku

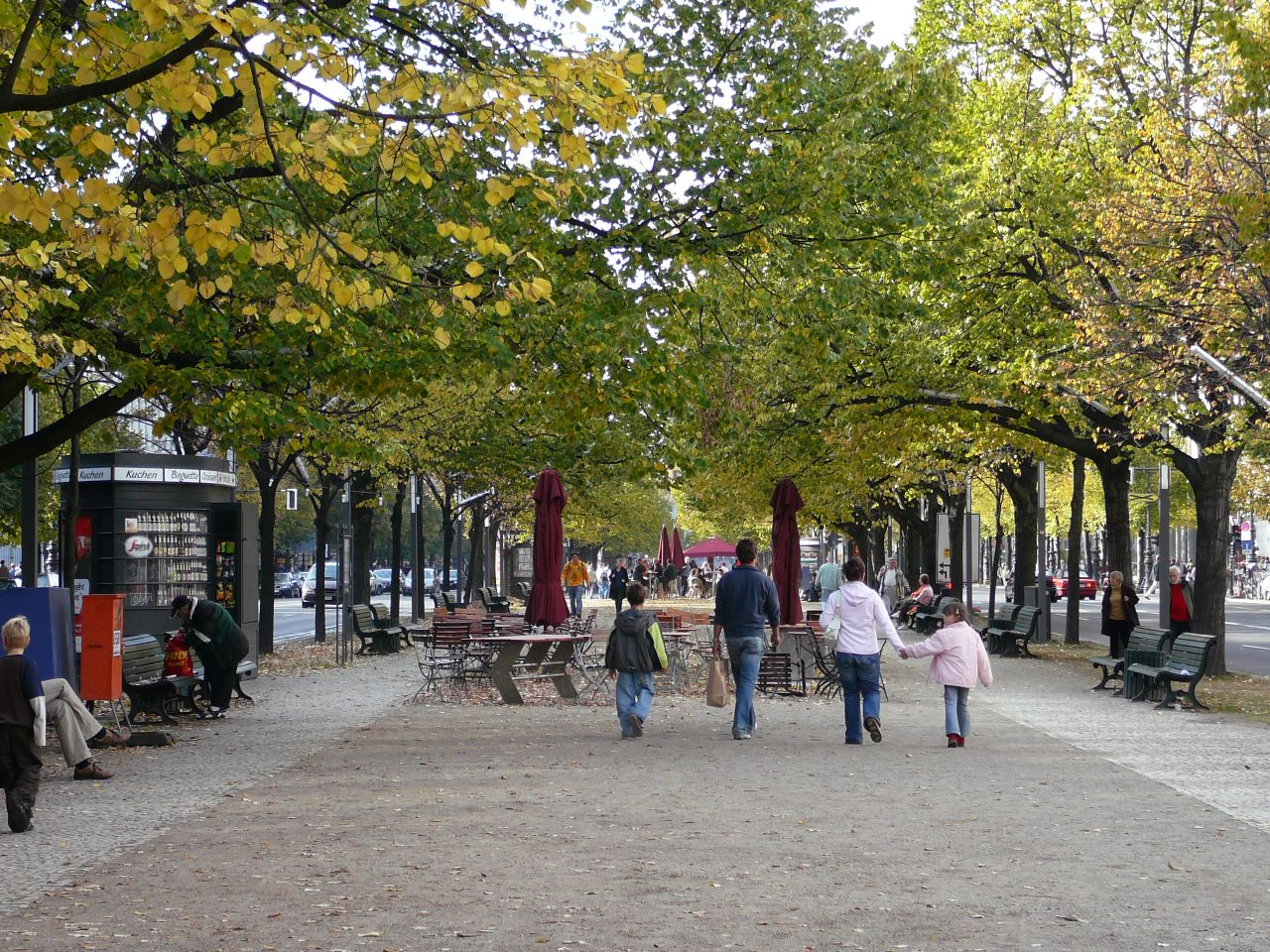
Unter den Linden w 2006 roku

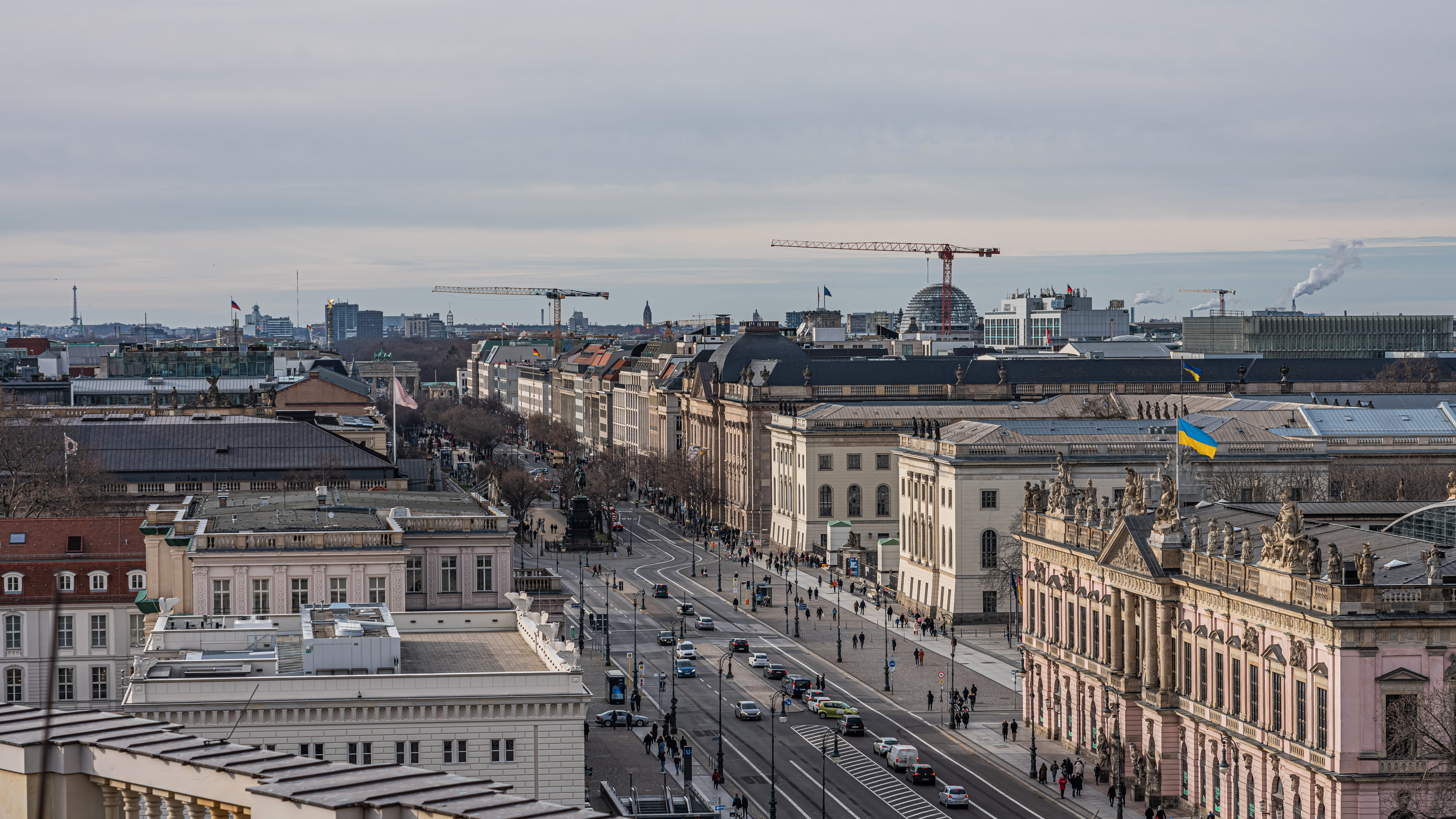
Unter den Linden widziana z dachu zamku berlińskiego w 2023 roku

Poprzednikiem alei był utworzony w 1573 roku trakt, służący brandenburskiemu elektorowi Janowi Jerzemu do podróży konnych z zamku berlińskiego do położonego w zachodniej części miasta parku Großer Tiergarten, stanowiącego wtedy obszar łowiecki. W 1647 roku, z inicjatywy Wielkiego Elektora Fryderyka Wilhelma I na długości 942 m trakt został obsadzony lipami zgodnie z holenderskim wzorem. W 1653 roku powstał przy nim dom architekta Johanna Gregora Memhardta, w późniejszych latach przeznaczony na siedzibę dowódcy garnizonu berlińskiego – był to pierwszy kamienny budynek zbudowany na obszarze Friedrichswerder. Pięć lat później wycięto lipy ze wschodniej części traktu z powodu decyzji władcy o włączeniu tego obszaru w obręb fortyfikacji miejskich. W 1673 roku trakt otrzymał nazwę Erste Straße, którą rok później zmieniono na Neustädtische Allee. Wraz z prowadzoną w latach 1674-1680 rozbudową miasta w ramach założenia urbanistycznego Dorotheenstadt, granice Großer Tiergarten przesuwano coraz bardziej na zachód, do wysokości dzisiejszej ulicy Schadowstraße, zaś samą Neustädtische Allee systematycznie przedłużano. W 1690 roku jej nazwę zmieniono na Lindenallee. W 1695 roku przy alei rozpoczęto budowę miejskiego arsenału, którą zakończono w 1730 roku. W 1723 roku aleję nazwano Lindenstraße, zaś jedenaście lat później otrzymała ona nazwę Unter den Linden.
Po 1740 roku w ramach założenia urbanistycznego Forum Fridericianum, opracowanego przez króla Prus Fryderyka II Wielkiego przy Unter den Linden wybudowano Opernhaus (obecnie Staatsoper, pol. „Opera Państwowa”) w sąsiedztwie którego utworzono brukowany plac o nazwie Platz am Opernhaus (obecnie Bebelplatz). Z kolei w późniejszych latach w pobliżu tego obszaru zostały wzniesione Katedra św. Jadwigi (pierwszy kościół katolicki w Berlinie), Königliche Bibliothek (pol. „Biblioteka Królewska”) i Prinz Heinrich Palais (pol. „Pałac Księcia Henryka”; obecnie Uniwersytet Humboldtów). W tamtym czasie przy wschodniej części alei mieściły się głównie reprezentacyjne pruskie rezydencje, z kolei zachodnia część miała typowo burżuazyjny charakter. Na początku XIX wieku we wschodniej części wybudowano Nowy Odwach i most Schloßbrücke, zaprojektowane przez Karla Friedricha Schinkla.
Po zakończeniu wojen napoleońskich przy Unter den Linden wybudowano nowe, monumentalne budynki, a także posągi zasłużonych pruskich generałów. W dalszej części XIX wieku, po 1871 roku Unter den Linden stała się eleganckim, miejskim bulwarem z hotelami, restauracjami, kawiarniami, bankami i ekskluzywnymi sklepami. Powstały wtedy przy niej luksusowe hotele takie jak Royal, Imperial, Victoria, Grand Hôtel de Rome oraz ukończony w 1906 roku pierwszy Hotel Adlon.
W latach 1914–1916 zbudowano biegnący pod Unter den Linden tunel tramwajowy, którego wlot znajdował się pomiędzy Singakademie (pol. „Akademia Śpiewu”; obecnie Maxim-Gorki-Theater) a Uniwersytetem Humboldtów i który dokładnie pod aleją rozgałęział się na dwie odnogi - jedna wychodziła pomiędzy Staatsoper a Prinzessinnenpalais, zaś druga na środku dzisiejszego placu Bebelplatz. Tunel ten powstał wskutek dezaprobaty cesarza Wilhelma II dla przecinającej aleję naziemnej linii tramwajowej. Z powodu nieopłacalności w 1926 roku zamknięto odnogę wychodzącą na placu Bebelplatz, a jej wlot zasypano.
W 1936 roku wszystkie lipy rosnące przy alei zostały wycięte z powodu choroby wywołanej przez grzyby. W ich miejsce posadzono 370 lip srebrzystych. Z okazji Letnich Igrzysk Olimpijskich odbywających się w tym samym roku, na całej długości alei postawiono wysokie pylony z wieńczącymi je swastykami.
W czasie II wojny światowej zabudowa Unter den Linden została w znacznym stopniu zniszczona. Uszkodzeniu uległ też Lindentunnel, który po przeprowadzeniu prac naprawczych został otwarty w 1950 roku, jednak już rok później zamknięto go dla ruchu tramwajowego, a jego wlot południowy zamurowano. W późniejszych latach przeprowadzono odbudowę znajdujących się we wschodniej części alei monumentalnych, reprezentacyjnych gmachów, tj. Zeughaus, Staatsoper czy Uniwersytet Humboldtów. Nie licząc budynku ambasady ZSRR (obecnie ambasady Rosji), wzniesionego w latach 1949–1952, zagospodarowywanie zachodniej części Unter den Linden rozpoczęto dopiero w latach 60. XX wieku. Obok ocalałych kamienic z przełomu XIX i XX wieku zbudowano wtedy budynki reprezentujące ówcześnie modny styl modernistyczny tj. siedziby ambasad zaprzyjaźnionych z NRD państw (np. siedziba ambasady Polski (PRL) wybudowana w 1964 roku i siedziba ambasady Węgier oddana do użytku w 1965 roku), a także gmachy biurowe i użytkowe, wśród których był m.in. budynek wschodnioniemieckiego Ministerstwa Oświaty Ludowej wybudowany w 1961 roku oraz Hotel Unter den Linden wzniesiony w latach 1964-1966.
Po zjednoczeniu Niemiec przeprowadzono restaurację zabytkowych budynków znajdujących się przy alei. Dokonano także wyburzenia budynków z lat 60. XX wieku w zachodniej części ulicy, a na ich miejscu zbudowano nowe budynki nawiązujące swą stylistyką i wykonaniem do dawnej architektury – tak postąpiono np. z dotychczasowymi siedzibami ambasad Węgier i Polski: na miejscu pierwszej nową zbudowano w latach 1999–2001, zaś na miejscu drugiej nowa powstała w latach 2020–2025, oraz z Hotelem Unter den Linden, który zastąpiono biznesowo-biurowo-mieszkalnym kompleksem Upper Eastside Berlin otwartym w 2008 roku. Wyjątkiem był budynek Ministerstwa Oświaty Ludowej, który z inicjatywy Bundestagu został w latach 1993–1994 przebudowany pod kątem form zewnętrznych, tak aby nawiązywały one do historycznej stylistyki. Od 2017 roku gmach ten jest znany jako Matthias-Erzberger-Haus.

## Budynki przy Unter den Linden

### Strona północna
- Zeughaus (siedziba Niemieckiego Muzeum Historycznego; Unter den Linden 2)
- Nowy Odwach (Unter den Linden 4)
- Uniwersytet Humboldtów (dawny Prinz Heinrich Palais; Unter den Linden 6)
- Biblioteka Państwowa (Unter den Linden 8)
- Römischer Hof(inne języki) (Unter den Linden 10)
- Upper Eastside Berlin(inne języki) (Unter den Linden 14-16)
- Haus der Schweiz(inne języki) (Unter den Linden 24)
- Kaiserhöfe(inne języki) (Unter den Linden 26–30)
- Zollernhof(inne języki) (siedziba berlińskiego oddziału telewizji ZDF; Unter den Linden 36–38)
- Haus Pietzsch(inne języki) (Unter den Linden 42)
- Otto-Wels-Haus(inne języki) (budynek będący dawną siedzibą Ministerstwa Handlu Zagranicznego NRD, obecnie użytkowany przez Bundestag; Unter den Linden 50)[20]
- Ambasada Polski (Unter den Linden 70–72)
- Wiratex-Gebäude(inne języki) (siedziba fundacji Bundeskanzler-Willy-Brandt-Stiftung(inne języki); Unter den Linden 62–64)
- Budynek mieszczący berliński oddział muzeum Madame Tussaud (Unter den Linden 74)
- Ambasada Węgier (Unter den Linden 76)
- Europäisches Haus (siedziba biura łącznikowego Parlamentu Europejskiego; Unter den Linden 78[21])

### Strona południowa
- Kommandantenhaus (w 1950 roku zburzony, w latach 2002–2003 odbudowany przez wydawnictwo Bertelsmann; Unter den Linden 1)
- Kronprinzenpalais (Unter den Linden 3)
- Prinzessinnenpalais (Unter den Linden 5)
- Staatsoper (Opera Państwowa; Unter den Linden 7)
- Katedra św. Jadwigi (Hinter der Katholischen Kirche 3)
- Alte Bibliothek (Bebelplatz 1)
- Altes Palais (Unter den Linden 9)
- Gouverneurshaus(inne języki) (Unter den Linden 11)
- Budynek będący siedzibą berlińskiego oddziału Deutsche Banku (Unter den Linden 15)
- Budynek niegdyś będący siedzibą Hotelu Carlton, obecnie pełniący funkcje biurowe (Unter den Linden 17)
- Budynek administracyjny Komische Oper (Unter den Linden 41)
- Ambasada Rosji (Unter den Linden 55–65)
- Haus Friedländer (Unter den Linden 67)
- Matthias-Erzberger-Haus(inne języki) (budynek użytkowany przez Bundestag; Unter den Linden 71)
- Hotel Adlon (Unter den Linden 77)

## Pomniki przy Unter den Linden
- Pomnik konny Fryderyka Wielkiego
- Pomnik Gerharda von Scharnhorsta
- Pomnik Friedricha Wilhelma Bülowa von Dennewitza
- Pomnik Johanna Ludwiga Yorcka von Wartenburga
- Pomnik Gebharda Leberechta von Blüchera
- Pomnik Augusta Neidhardta von Gneisenaua
- Pomnik Wilhelma von Humboldta
- Pomnik Alexandra von Humboldta
- Pomnik Hermanna von Helmholtza
- Pomnik Theodora Mommsena